# Emil Orlik

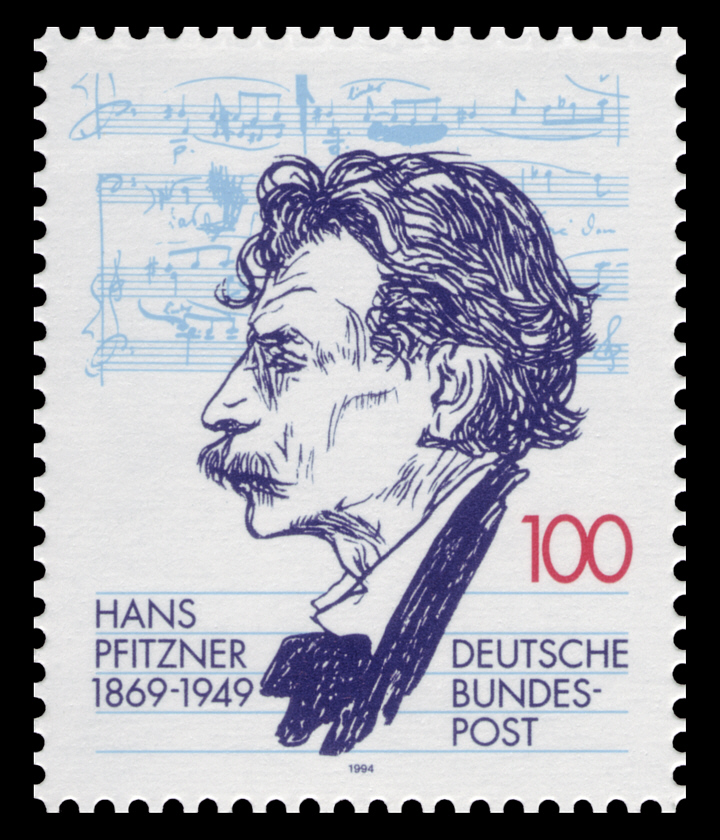
Hans Pfitzner: Francobollo tedesco del 1994 da un disegno di Orlik

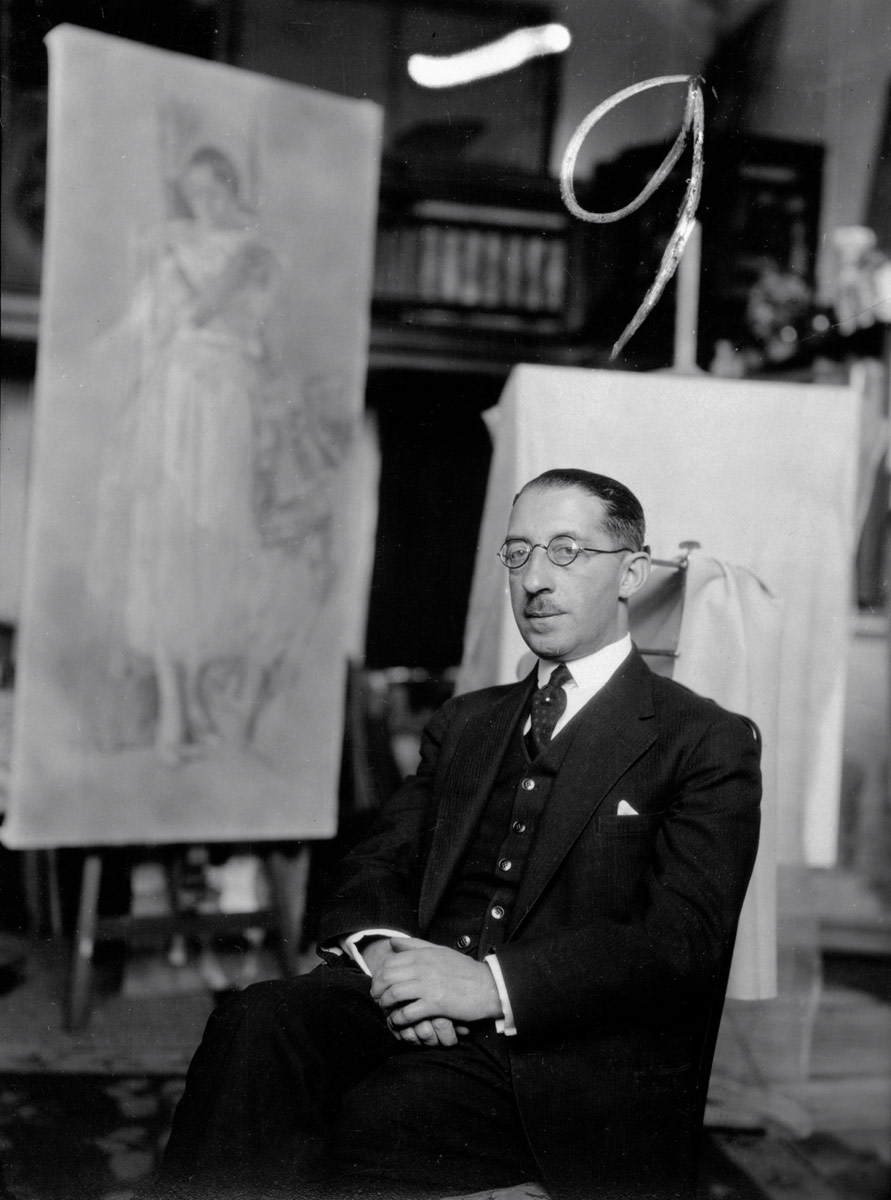
Bernhard Weiß: Fotografia di Emil Orlik

Emil Orlik (Praga, 21 luglio 1870 – Berlino, 28 settembre 1932) è stato un pittore, fotografo e artigiano boemo.

## Biografia
Orlik era figlio del sarto ebreo Moritz Orlik (1832–1897) e della di lui moglie Anna Stein. 
Dopo aver conseguito la maturità a Praga, studiò dal 1889 al 1893 presso la scuola privata di pittura Malschule Heinrich Knirrs a Monaco di Baviera. Nel 1894 tornò a Praga, dove nel 1897 si stabilì in un proprio atelier.
Decisivo ai fini del suo sviluppo artistico fu un suo viaggio in Giappone dal 1900 al 1901.
Nel 1904 egli si trasferì a Vienna. Dal 1899 fino al 1905 fu membro della Secessione viennese e pubblicò nella rivista secessionista "Ver Sacrum". Dopo il 1905 Emil Orlik divenne membro del consiglio direttivo della Deutscher Künstlerbund.
Una chiamata come professore nella scuola di stato del Berliner Kunstgewerbemuseum a dirigere la Classe di Grafica, ove successe a Otto Eckmann, lo portò a trasferirsi già un anno dopo a Berlino. Tra i suoi allievi in quella scuola si trovarono, fra gli altri, nomi come George Grosz, Hannah Höch, Oskar Nerlinger, Josef Fenneker, ma anche personaggi meno noti come Carl Schröder e il taciturno Gustav Berthold Schröter. Dal 1906 Orlik fu membro della Secessione di Berlino e si trovò impegnato nelle relative esposizioni.
Berlino rimase, fino alla sua morte, la residenza di Orlik, dalla quale egli intraprese, quasi ogni anno, viaggi nell'Europa del sud, Francia e Svizzera. Nel 1912 compì il secondo viaggio in Asia, che lo portò in Cina, Corea e Giappone. Morì a Berlino il 28 settembre 1932.

## Opere
Orlik fu soprattutto un disegnatore ed un grafico (acquaforte e xilografia). I suoi motivi comprendono ritratti di celebri contemporanei (fra cui Henrik Ibsen, Bernhard Pankok, Gustav Mahler, Hermann Bahr, Max Klinger, Rainer Maria Rilke (che egli conosceva a Praga dal 1896) e Jakob Wassermann).

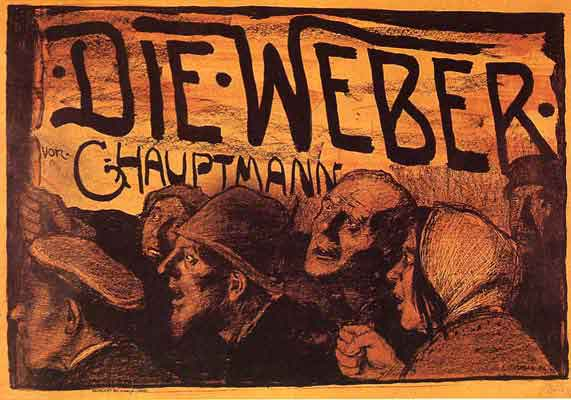
Manifesto di Emil Orlik sul dramma di Gerhart Hauptmanns, Die Weber

Orlik progettò per il fabbricante di cioccolato Ludwig Stollwerck album di figurine, fra cui la serie Rinderbilder del 1902.
Dal 1917 al 1918 Orlik fu impegnato con la Conferenza di Brest-Litovsk come disegnatore della stampa.  Al periodo berlinese di Orlik appartengono fra gli altri i ritratti di Ernst Barlach, Lovis Corinth, Otto Dix, Käthe Kollwitz, Max Slevogt, Franz Werfel, Rudolf Steiner, Thomas Mann, Albert Einstein, Franz Marc o Alfred Döblin. In collaborazione con Max Reinhardt realizzò i suoi costumi di scena e scenografie.
La rivista Pan pubblicò nel 1897 come supplemento piccole acqueforti di Orlik, fra le quali una in formato ridotto del manifesto I tessitori, dell'omonimo dramma a sfondo sociale di Gerhart Hauptmann.
In una lettera del 13 settembre 1897 al poeta egli richiamò l'attenzione sulla riproduzione del manifesto in questa rivista definendolo «Prima pietra dei manifesti sociali tedeschi». Dal 1897 al 1901 la rivista culturale di Monaco, Jugend, pubblicò grafici e dipinti di Orlik.

## Giapponismo
Dopo il suo primo viaggio in Giappone del 1900/01 Orlik realizzò numerose opere ispirate alla xilografia policroma giapponese. Per questo viene annoverato fra gli artisti del giapponismo. Orlik intraprese viaggi anche in Cina, Russia ed Egitto.
Orlik raccolse opere dell'Estremo Oriente e nel 1909 fu promotore della mostra Giappone ed Asia Orientale nell'arte.

## Scelta di opere

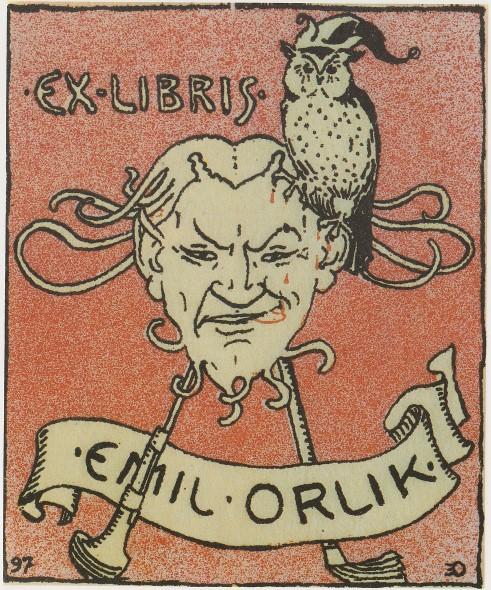
Ex libris, 1897
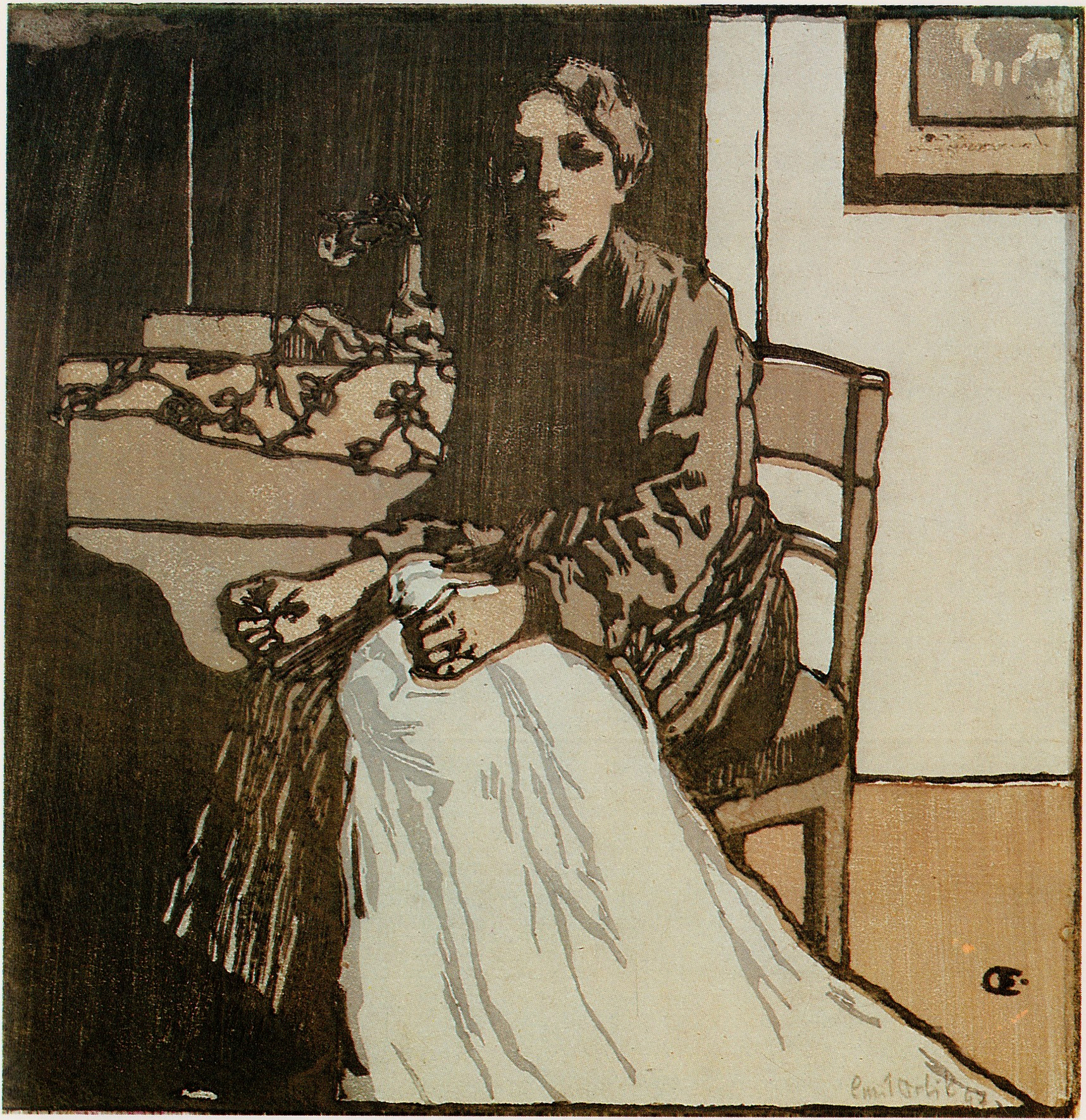
Näherin, 1897
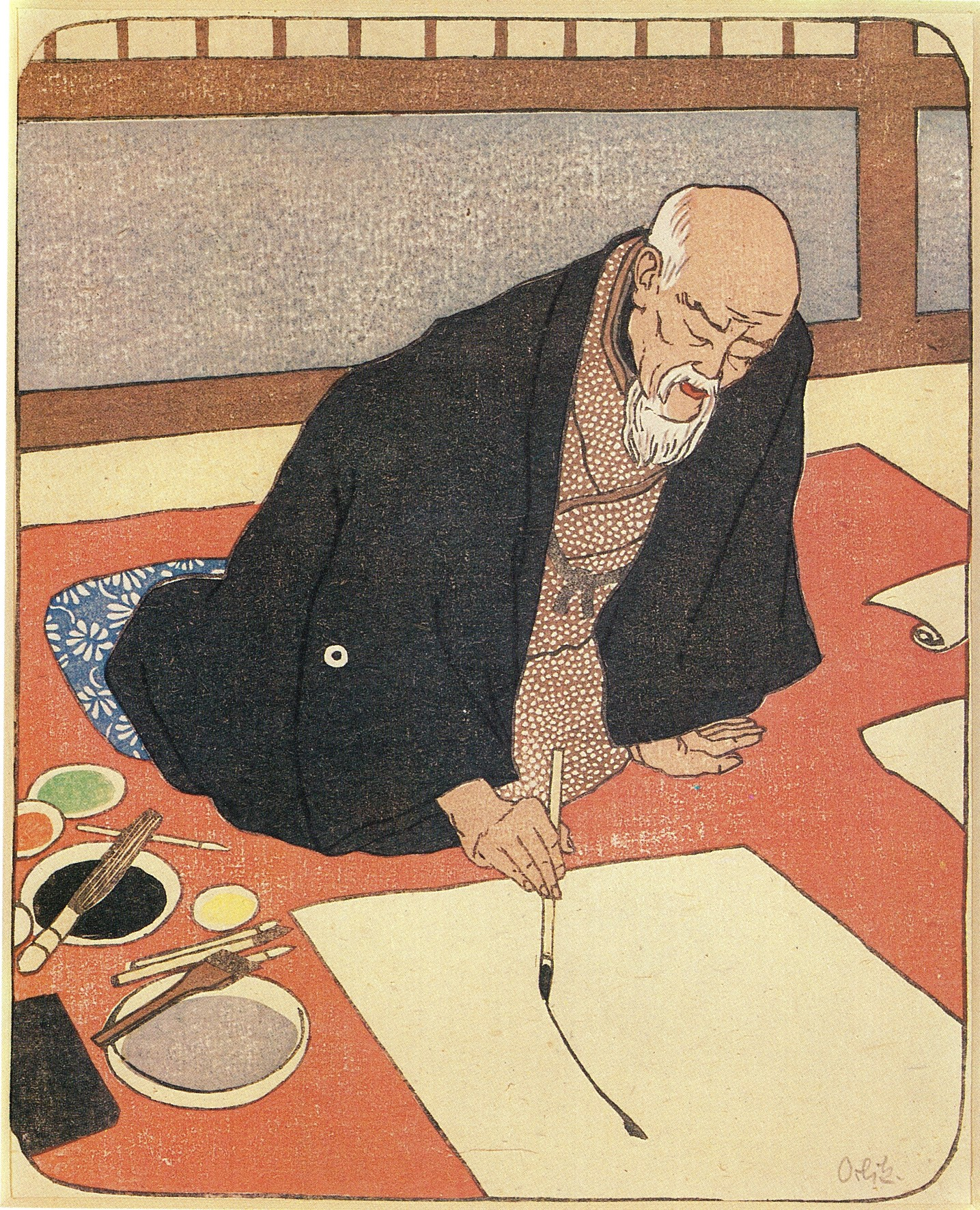
Kanō Motonobu, 1901
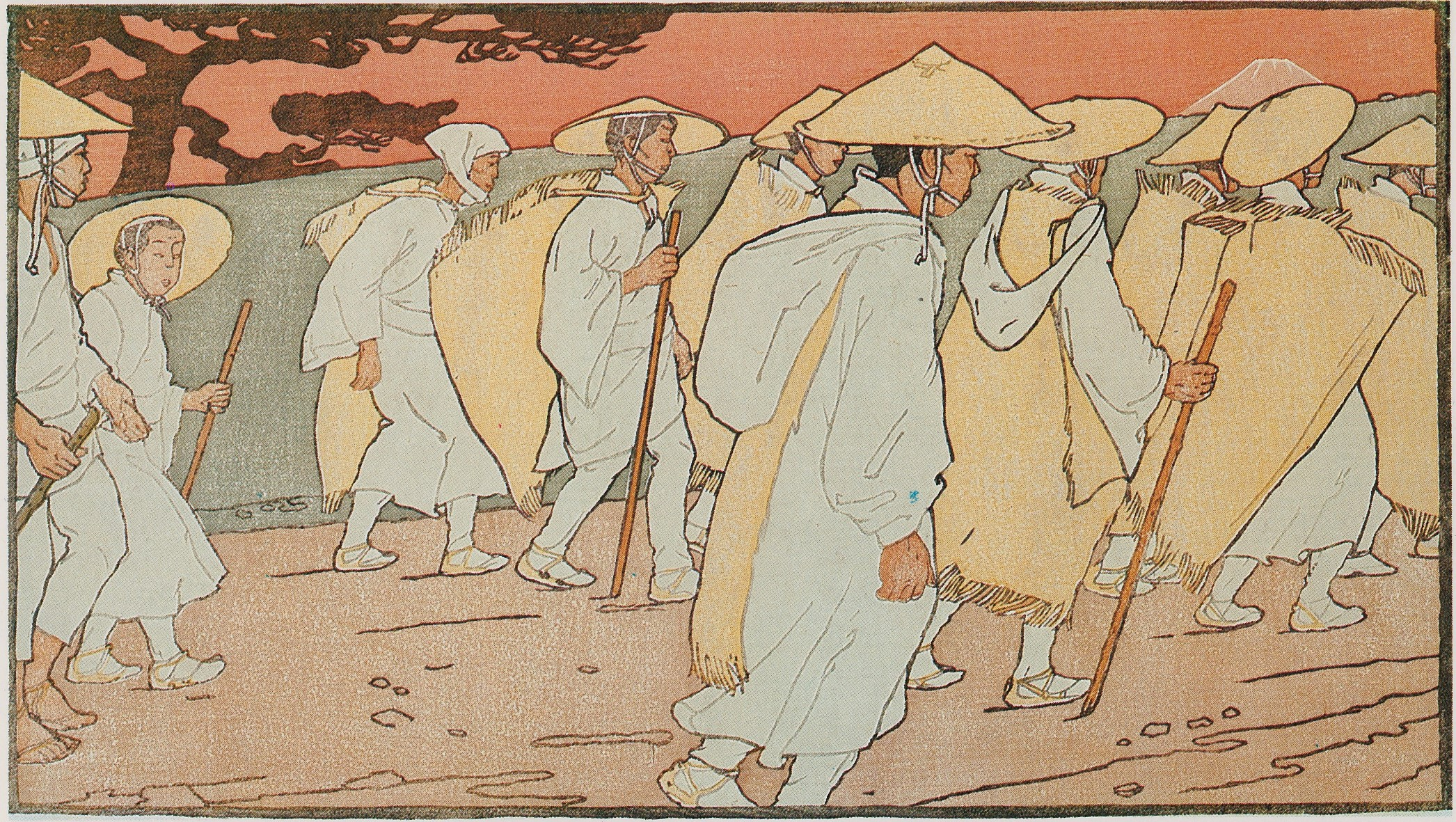
Pellegrini di Fuji, 1901
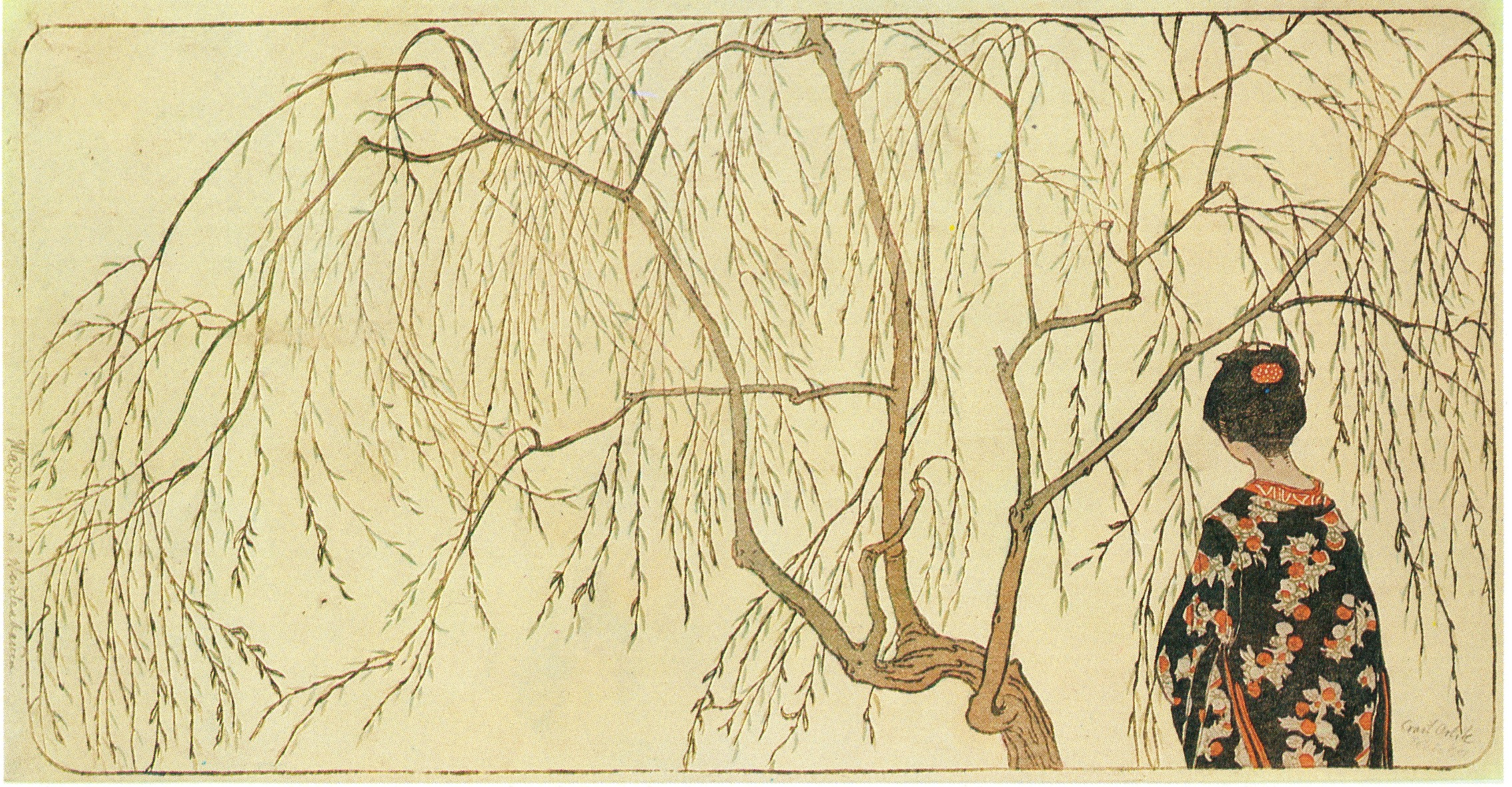
Ragazza sotto i salici, 1901
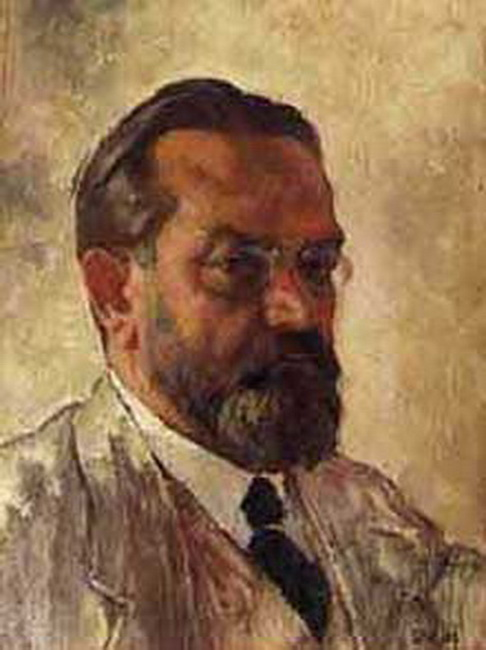
Autoritratto degli anni '20

## Mostre
- 2012: Emil Orlik. Meistergraphik, Edenkoben, Max Slevogt Galerie, Castello Villa Ludwigshöhe
- 2012:  Wie ein Traum. Emil Orlik in Japan. Museum für Kunst und Gewerbe, Amburgo, 12 ottobre 2012–27 - gennaio 2013
- 2012:  Zwischen Japan und Amerika. Emil Orlik. Ein Künstler der Jahrhundertwende. Kunstforum Ostdeutsche Galerie, Regensburg, 18 novembre 2012–3 - febbraio 2013
- 2014: Emil Orlik. Zwischen Japan und Amerika., Käthe Kollwitz Museum, Colonia, 1 febbraio-27 aprile 2014[8]
- 2015: Emil Orlik und Japan. Aus dem Land der aufgehenden Sonne. Mostra nel Castello di Moyland, dal 23 agosto al 22 novembre 2015.

## Bibliografia

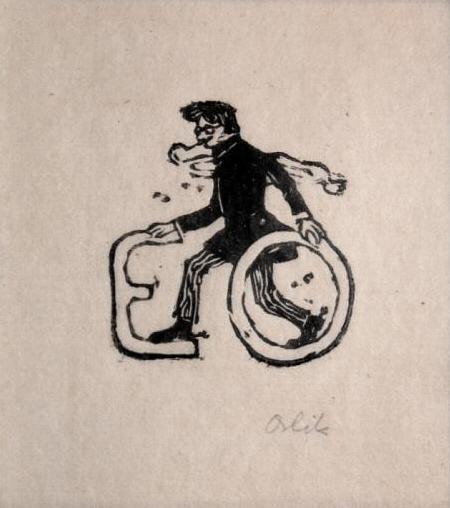
Ex libris di Orlik.